# Acacia spini
Acacia spini é uma espécie de leguminosa do gênero Acacia, pertencente à família Fabaceae.